# Wiktor Petrowitsch Makejew

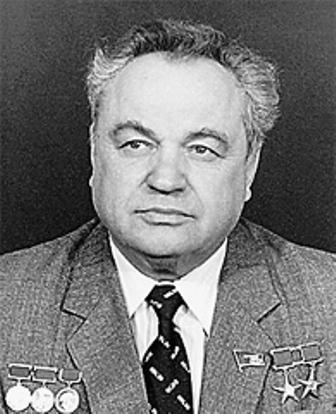
Wiktor Makejew mit verliehenen Orden und Ehrenzeichen

Wiktor Petrowitsch Makejew (russisch Виктор Петрович Макеев; * 25. Oktober 1924; † 25. Oktober 1985 in Moskau) war ein sowjetischer Raketenkonstrukteur.
1968 wurde er korrespondierendes und 1976 Vollmitglied der Akademie der Wissenschaften der UdSSR. 1973 wurde er mit der Koroljow-Medaille der Akademie ausgezeichnet. Von 1966 bis 1985 war er Abgeordneter des Obersten Sowjet. Er war Mitglied des Zentralkomitees der KPdSU. Das Staatliche Raketenzentrum Makejew in der russischen Stadt Miass ist nach ihm benannt.